# Icaricia montis
Icaricia montis är en fjärilsart som beskrevs av Blackmore 1923. Icaricia montis ingår i släktet Icaricia och familjen juvelvingar. Inga underarter finns listade i Catalogue of Life.